# Trattato di York (1237)
Il trattato di York era un accordo tra i re Enrico III d'Inghilterra e Alessandro II di Scozia, firmato a York il 25 settembre 1237, che affermava che Northumberland (che all'epoca comprendeva anche la contea di Durham), Cumberland e Westmorland erano soggetti alla sovranità inglese. Questo stabilì il confine anglo-scozzese in una forma che rimane quasi invariata ai tempi moderni (le uniche modifiche sono le Debatable Lands e Berwick-upon-Tweed). Il trattato descriveva lo stato futuro di diverse proprietà feudali e affrontava altre questioni tra i due re e segnò storicamente la fine dei tentativi del Regno di Scozia di estendere la sua frontiera verso sud.
Il trattato era uno dei numerosi accordi stipulati tra i due re. Il legato pontificio Ottone da Tonengo era già nel Regno d'Inghilterra su richiesta di Enrico, per partecipare a un sinodo a Londra nel novembre 1237. Ottone fu informato in anticipo da Enrico della riunione di settembre a York, alla quale partecipò. Questo incontro è stato registrato dal cronista contemporaneo Matteo Paris, che disprezzò sia Alessandro che Ottone.

## L'accordo

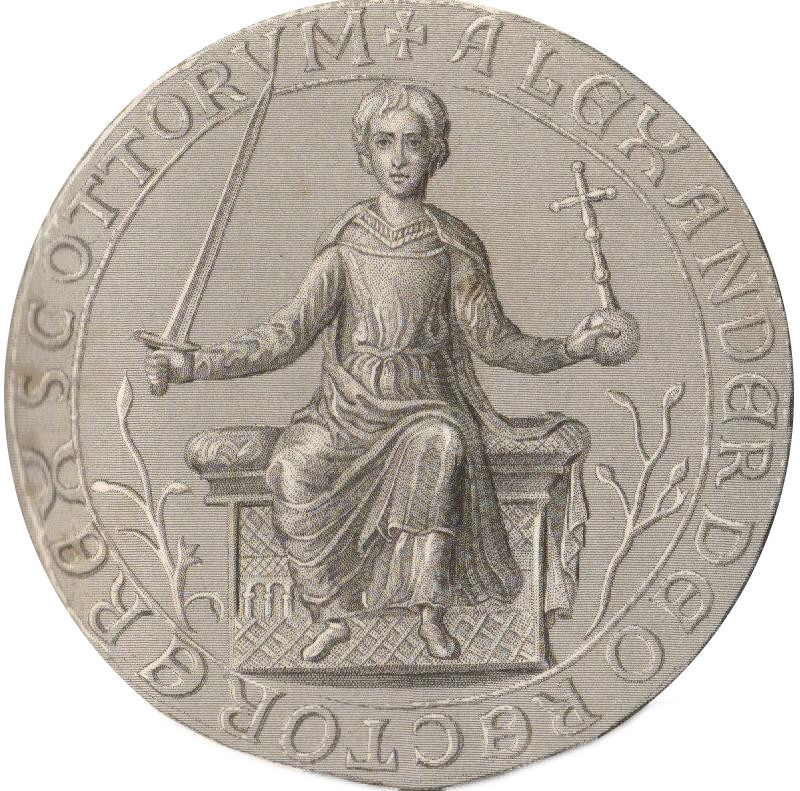
Incisione in acciaio e miglioramento del Gran Sigillo di Alessandro II

Enrico e Alessandro avevano una storia di accordi per risolvere una questione o l'altra, e in relazione a questo c'era il loro rapporto personale. Alessandro era sposato con la sorella di Enrico, Giovanna e la sorella di Alessandro, Margaret, aveva sposato Hubert de Burgh, un ex reggente di Enrico. Il 13 agosto 1237 Enrico disse a Ottone che avrebbe incontrato Alessandro a York per un trattato di pace. Il 25 settembre venne raggiunto un accordo "rispettando tutte le pretese di quest'ultimo".
Il titolo dell'accordo era Scriptum cirographatum inter Henricum Regem Anglie et Alexandrum Regem Scocie de comitatu Northumbrie Cumbrie et Westmerland factum coram Ottone Legato e i particolari dell'accordo erano:
- Il re di Scozia: rinuncia, a favore del re d'Inghilterra, ai suoi diritti ereditari sulle contee di Northumberland, Cumberland e Westmorland, reclama 15.000 marchi d'argento pagati da re Guglielmo a re Giovanni per certe convenzioni non osservate da quest'ultimo e libera Enrico dagli accordi riguardanti i matrimoni tra Enrico e Riccardo di Cornovaglia con le sorelle di Alessandro, Margaret, Isabella e Marjory.
- Il re d'Inghilterra concede al re di Scozia alcune terre all'interno di Northumberland e Cumberland, che saranno tenute da lui e dai suoi successori, re di Scozia, in possesso feudale con determinati diritti che li esentano dagli obblighi comuni nei rapporti feudali, e con l'amministratore scozzese a capo della giustizia per quanto riguarda alcune questioni che possono sorgere, e anche queste sono ereditarie degli eredi del re di Scozia, e per quanto riguarda queste il re di Scozia non sarà responsabile nei confronti di alcun tribunale inglese in alcuna causa.
- Il re di Scozia rende omaggio e fedeltà - de praedictis terris.
- Entrambi i re rispettano gli scritti precedenti non in conflitto con questo accordo, e qualsiasi statuto trovato riguardo a dette contee deve essere restituito al re d'Inghilterra.

Gli storici hanno mostrato scarso interesse per l'accordo, menzionandolo di sfuggita o ignorandolo del tutto. Stubbs non lo menziona nella sua Constitutional History of England, né lo fa Hume nella sua History of England. Celtic Scotland di Skene si riferisce ad esso come un accordo nella sua discussione di fondo per il regno del successore di Alessandro II, Alessandro III, mentre History of Scotland di Burton menziona che le rivendicazioni della terra furono discusse nel 1237 e ne descrive brevemente alcune, ma non fa riferimento a un accordo o trattato. Dawn of the Constitution di James Hill Ramsay offre una discussione più completa dell'accordo, ma non gli dà particolare rilievo.

## Il racconto di Paris

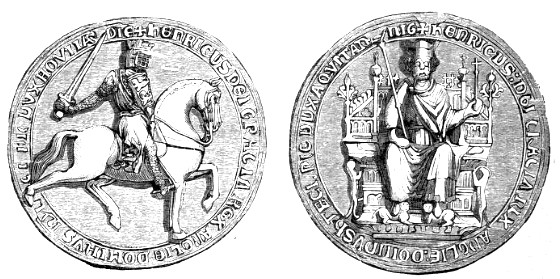
Incisione del grande sigillo di Enrico

Il trattato guadagnò ulteriore importanza grazie al cronista Matteo Paris (c. 1200-1259), noto per la sua passione retorica e le sue invettive contro coloro con i quali non era d'accordo. Paris descrisse il legato pontificio Ottone in termini negativi, come persona debole e timida di fronte alla forza ma prepotente nel suo uso del potere sugli altri, e come qualcuno che accumulava avaramente una grande quantità di denaro. Descrisse Alessandro ed Enrico come aventi un odio reciproco, con Alessandro che minaccia di invadere l'Inghilterra. Descrisse l'incontro del 1237 a York come il risultato dell'invito di Enrico e Ottone ad Alessandro, e che quando Ottone espresse interesse a visitare la Scozia, Alessandro affermò che nessun legato aveva mai visitato la Scozia e che non lo avrebbe permesso, e che se Ottone fosse entrato in Scozia avrebbe dovuto fare attenzione affinché non gli capitasse niente di male. Paris proseguiva dicendo che nel 1239, mentre Ottone stava partendo per la Scozia, ricordando le parole di Alessandro pronunciate nel 1237, chiese di redigere un accordo scritto riguardante la sua visita.